# Maków Podhalański
Maków Podhalański è un comune urbano-rurale polacco del distretto di Sucha, nel voivodato della Piccola Polonia.
Ricopre una superficie di 108,94 km² e nel 2004 contava 15 812 abitanti.

## Turismo
La cittadina è posta al 22,2º km del Sentiero regio polacco.